# フランク・ホームズ
フランク・ホームズ（Frank Holmes、1874年 – 1947年1月）は、イギリス植民地だった当時のニュージーランドに生まれた鉱山技術者、地質学者である。中東などで油田探索に従事しアラビア語で「石油の父」を意味する「アブ・ナフト(Abu Naft)」とあだ名された。第一次世界大戦で軍功を挙げ名誉少佐の称号を得ており、民間人としても「フランク・ホームズ少佐(Major Frank Holmes)」の名で知られていた。

## 初期の経歴
ホームズは1874年に父親が橋の建設に従事していたニュージーランドの僻地の労働キャンプで生まれた。1888年から1889年にかけてダニーデンの Otago Boys' High School に学んだ。17歳のときに南アフリカで金鉱の総支配人をしていたおじのもとで徒弟修業を始めた。その後20年ほどの間、金とスズを専門とする鉱山技術者としてオーストラリア、中国、ロシア、マラヤ、メキシコ、ウルグアイ、ナイジェリアと世界を渡り歩いた。
第一次世界大戦中、ホームズはイギリス陸軍の補給担当者であった。当時のメソポタミア（概ね2012年現在のイラクに相当）に展開していたイギリス陸軍に食料その他の物資を調達すべく中東各地を回っていたホームズは、おそらくこの時アラビア半島の東側の沿岸で石油の浸出があったらしいという噂を聞いたようである。このことに加え、一帯を収めた海軍本部の地図の詳細な分析がホームズにこの地域における石油資源への関心の引き金を引いたのであろう。ホームズは妻に宛てた1918年の手紙の中で「僕の見立てでは、とてつもない規模の油田がクウェートから（アラビア半島東側の）海岸沿いに広がっている」と書き記していた。

## 石油利権を求めて

### アラビア
1920年、ホームズはロンドンで中東における石油事業の開発を主な目的とする新しい会社イースタン・アンド・ジェネラル・シンジケーツ(the Eastern and General Syndicates)の設立に関わった。1922年、ホームズはアラビアへ赴きアミール（君主）としてアラビア半島東部各地を支配していたアブドゥルアズィーズ・イブン・サウードから石油探索の許可を取り付けようと交渉した。イブン・サウードから許可を得たホームズは、4週間あまりにわたって沙漠の中で探索を行ない、石油の痕跡を示す掘抜いた土壌のサンプルだと称するものをフフーフに持ち帰った。イギリス当局の疑念を逸らすために、ホームズは希少な蝶の一種である「the Black Admiral of Qatif」を探しているのだと周りに吹聴していたが、この偽装は功を奏しなかったようである。同年末にウカイルで国境画定のための会談が行なわれた際、ホームズはイブン・サウードに掛け合い石油利権の文書に署名するよう求めたが、イギリスのイラク派遣高等弁務官であったパーシー・コックス(Percy Cox)が署名しないようイブン・サウードを説得し、契約は阻止された。翌1923年にイギリスがイブン・サウードへ毎年支払っていた給付金を打ち切ると、もはやイギリスには拘束されないと考えたイブン・サウードは、ホームズにアル＝ハサ地方の利権を与えた。しかし、その後の調査では石油が出る見込みが立たず、財政的に行き詰まったイースタン・アンド・ジェネラル・シンジケーツは採掘権の獲得に手を上げて入札する事業者を見つけることが出来ず、アル＝ハサの利権は失効してしまった。しかし、ホームズは、バーレーンで石油を見つける見込みがあるとして同地における探索に注力した。
1932年、ホームズはイブン・サウードがスタンダード・オイル・オブ・カリフォルニア(SOCAL)やイラク石油(Iraq Petroleum Company, IPC)とアル＝ハサ地方の新たな石油利権の交渉をしていたジッダへ赴いた。イブン・サウードの顧問となっていた、イギリスの元植民地官僚ジョン・セントジョン・フィルビーは、ホームズがやってくるのを察知しこの交渉に割り込ませないために「君はジッダではペルソナ・ノン・グラータ（歓迎されざる人物）、アル＝ハサ地方の最初の石油利権の一件で開発に失敗した人物として認識されている」とホームズに知らせた。また、ホームズはイブン・サウードに対する地代の負債を6千ポンド残していた。しかしホームズはこれに臆することはなかった。「イブン・サウードはホームズを快く思っていない、という皆が信じていることを、当のホームズは認識していないようだった」と、IPCの代表だったスティーヴン・ヘムズリー・ロングリッグ(Stephen Hemsley Longrigg)は書き残している。実際ホームズは、おそらく交渉に割って入ることは初めから考えていなかったようで、ただサウジアラビアとクウェートの間の中立地帯を交渉の対象から外すことだけを求めていた。滞在中にサウジの財務大臣アブドュラ・スレイマン(Abdullah Suleiman)と会見はしたものの、到着から3日後にホームズはジッダを離れアル＝ハサ地方の利権交渉には関わらなかった。中立地帯を除いたアル＝ハサ地方の利権はSOCALのものとなった。同社は運営会社としてカリフォルニア・アラビアン・スタンダード・オイル(CASOC)を設立し、テキサス石油(Texas Oil Company)と協力して開発にあたり、1938年3月にダンマームで商業性のある油田を掘り当てた。CASOC は1944年に社名 Arabian American Oil Company (Aramco)へと改称した。

### バーレーン
1923年、ホームズはバーレーンのシャイフを説得して、水を得るための井戸を各地に掘る代わりに石油利権を手に入れた。石油の発見に肯定的な地質学的レポートと岩石標本をもって、ホームズは大手石油会社にバーレーンでの試掘を売り込んだ。ガルフ石油(the Gulf Oil Company)は興味を示したが、赤線協定によって、イラク石油(IPC)に出資する他社の同意がなければ試掘もできないことが壁となった。結局同意は得られず、ガルフはスタンダード・オイル・オブ・カリフォルニア(SOCAL)に5万ドルで利権を譲った。SOCALは1932年6月に油田を掘り当てた。

### カタール
1925年、ホームズがカタールに関心を示しているという報告がアングロ＝ペルシアン石油(Anglo-Persian Oil Company)に舞い込んだ。ホームズは、当地のシャイフであるアブドゥッラー・ビン・ジャーシム(Abdullah bin Jassim Al Thani)を沙漠のテントに訪ねた。シャイフの猟犬多数がテントに入ってきたとき、ホームズはその中の純血種の1頭を言い当てシャイフに気に入られた。アブドゥッラーは「この男が多くの犬の中から1頭を見つけられるなら、われわれの石油がどこに隠されているかを見つけることも出来るだろう」と言い、カタールの石油利権をホームズに与えると宣言した。ホームズはシャイフに自動車も贈った。これによりアングロ＝ペルシアン石油はジョージ・マーティン・リーズ(George Martin Lees)に率いられた調査隊をすぐにカタールへ送り込んだ。石油の存在を示す確たる証拠は見つからなかったが、バーレーンで石油が見つかったことと肯定的な調査結果を踏まえて、アングロ＝ペルシアン石油は1935年にシャイクと利権協定を結んだ。一方ホームズは、クウェートにおける石油交渉に精力を注ぐことになった。

### クウェート
クウェートは赤線協定の対象外となっていたためガルフ石油は自由に石油利権の交渉が出来、その代表権をフランク・ホームズに与えていた。ライバルであったアングロ＝ペルシアン石油の代表者たちは、最初にクウェートのアミール（君主）であるシャイフ・アーマド・アッ＝ジャービル・アッ＝サバーハとの交渉を試みたとき既にホームズがシャイフに近づいていたことを知り、ウィリアム・リチャード・ウィリアムソン(William Richard Williamson)を採用してホームズの影響力に対抗しようとした。しかし結局のところ、アングロ＝ペルシアン石油はホームズと協力することとし両者は対等に出資した共同事業としてクウェート石油会社を設立した。1934年12月23日、シャイフ・アーマドは15,800平方キロメートル、75年間に及ぶ石油利権契約をこの新しい会社と結び、ホームズ少佐を自らのロンドンにおける代理人に指名した。クウェートでは1938年2月に石油が掘り当てられた。

### トルーシャル・コースト（休戦海岸）
1937年ホームズは、IPCの関連会社であるPetroleum Development(Trucial Coast) Ltdの依頼で、交渉途中だったトルーシャル・コースト（休戦海岸）(Trucial Coast)のシャイクたちやオマーンの支配者との石油利権協定を最終的に締結することに取り組んだが、健康状態が悪くなったことからこれを引き延ばし、結局この務めを降りることになった。「もしホームズが湾岸にやって来ていたら、どこでもそうであったように、いつものように混乱と企みの空気を持ち込んで遅かれ早かれ我々に不必要なトラブルをもたらしていたことだろう」とバーレーンのイギリス政治代表は書き残したが、これはイギリスの役人たちの間に「ホームズはペルシャ湾におけるイギリスの国益に対する脅威である」という疑念が広く共有されていたことを反映している。別の役人はホームズを「石油の世界の浪人(a rover in the world of oil)」と簡潔に言い表した。

## 業績
ホームズは「力強い肉体、飾らない話し方、強靭な性格」と評され、魅力的で気風の良い性格で各地のアラブ人たちから尊敬を集めており、アラビア半島の成り上がりのシャイクたちの間に富をもたらす夢を描いてみせることができた。正規の教育を受けた石油探査専門の地質学者ではなかったが、鉱山技師として獲得した地質学の知識とある種の勘の良さ（自ら「石油に鼻が利く」と称していた）で、石油が見つかりそうな場所の見当をつけていった。実際、当時の定説では石油が見つからないだろうと考えられていたアラビアの各地についてホームズの予想は極めて正確であった。このためホームズはアラブ人たちから「アブ・ナフト（石油の父）」という徒名を得た。

## 死
ホームズは病に倒れて間もなく心臓の発作で1947年1月に死去した。